# Love You Like a Love Song
A Love You Like a Love Song egy dal a Selena Gomez & the Scene elnevezésű együttes harmadik, When the Sun Goes Down című albumáról. A dal a lemez második kislemezeként jelent meg világszerte. 2011. június 17-én jelent meg digitálisan a Hollywood Records gondozásában, majd augusztus 17-én kezdték el sugározni az amerikai rádiók.
A dal szerzője Antonina Armato és Tim James voltak, továbbá a szám producerei is ők voltak (közös nevük a Rock Mafia) Paul Palmer közreműködésével. A szám - Gomez szerint - más hangzást akar képviselni, mint a korábbi anyagok. Egy középtempós elektropop és euro disco stílusú felvétel született így, melynek dalszövege egy kapcsolat kezdetleges szakaszáról szól.
A Love You Like a Love Song Észak-Amerikában nagy sikernek örvendett; 22. lett a Billboard Hot 100-on, továbbá tizedik helyet ért el a Canadian Hot 100-on. Előbbiben ez lett az együttes eddigi legsikeresebb kislemeze, mely a legtovább maradt a slágerlistán, valamint kétmillió példányban kelt el, és még dupla-platina minősítést is kapott. A világ többi részén mérsékeltebb sikereket tudhat magának. 15. lett viszont Belgiumban, továbbá arany minősítést kapott Ausztráliában és Svédországban.
A dalhoz tartozó videóklippet Geremy Jasper és Georgie Greville rendezték. Gomez egy japán karaoke bárban adja elő a dalt, miközben az együttes is több alkalommal megjelenik. A videó forgatása során vitát okozott a rózsaszínre festett lovak ötlete, melyről később kiderült, mérgektől mentes anyagokat használtak fel. Többek között Pink amerikai énekesnő ítélte el az esetet. Hiába nem voltak károsak a festékek, a lovas jeleneteket végül kivágták a kisfilmből.

## Háttér
Már egy hónappal Who Says megjelenése után terjedtek a hírek az új kislemezről, amikor még a When the Sun Goes Down című album munkacíme Otherside volt. 2011. április 30-án Rock Mafia Twitteren bejelentette, hogy Love You Like a Love Song, vagy a Lovesong lesz az új felvétel neve. Végül egy hónappal később, májusban derült fény a szám végleges címére.

## Videóklip
A videó 2011. június 23-án jelent meg, az együttes VEVO csatornájára. Selena többek között egy futurisztikus karaoke bárban és egy tengerparton  jelenik meg, de televíziós képernyőkön is láthatjuk az énekesnőt. A kisfilm pozitív értékeléseket kapott a kritikusoktól.
Korábban kiszivárgott egy kép Gomezről, amint rózsaszínre festett lovak társaságában készíti a videót. Habár a festék ártalmas anyagokat nem tartalmazott, sokan kritizálták az ötletet (például Pink), emiatt a jelenet sosem került nyilvánosság elé.

## Élő előadások

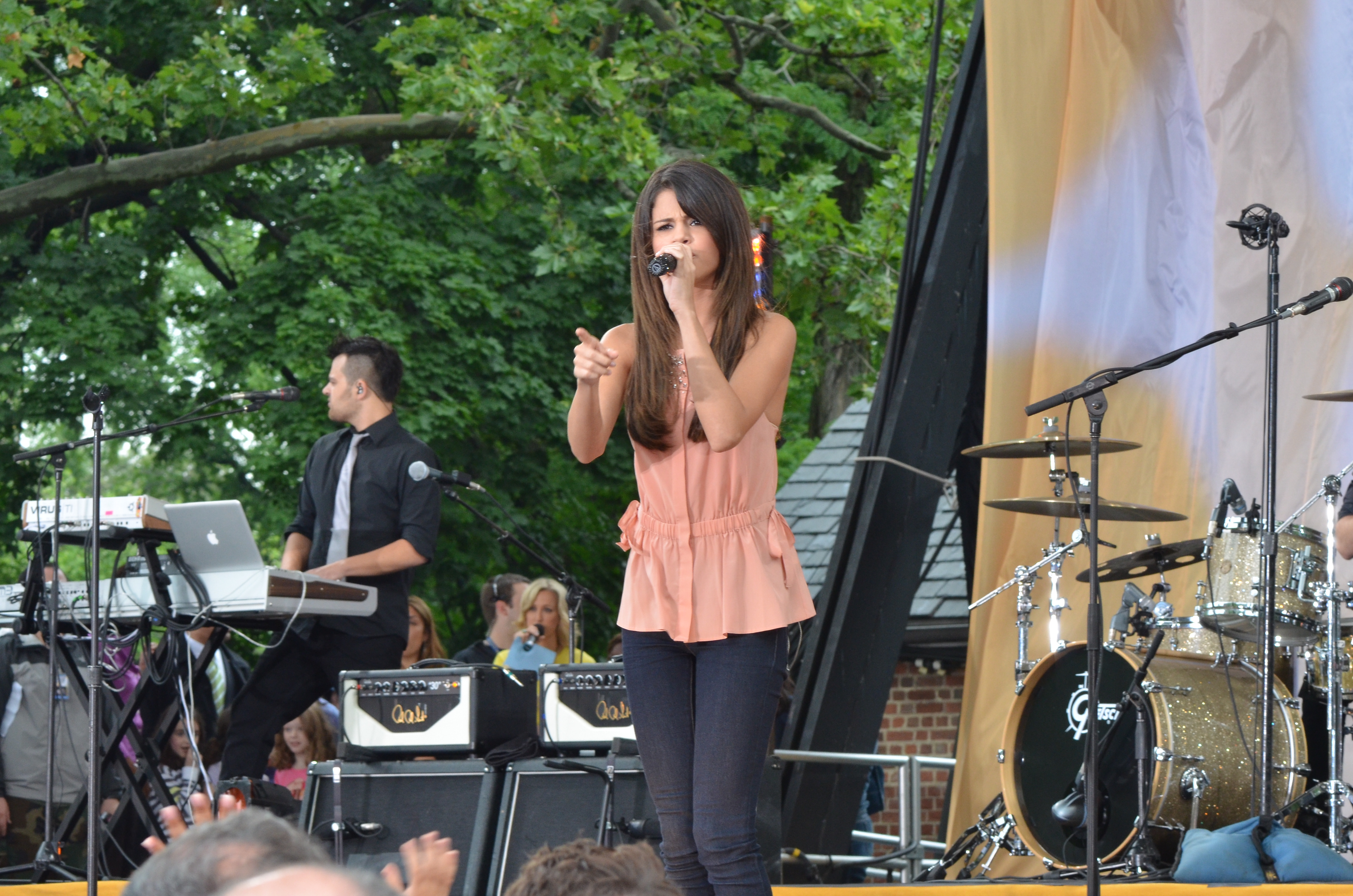
Gomez a Good Morning America nevezetű rendezvényen, a Love You Like a Love Song előadása közben.

Először 2011. június 17-én, a Good Morning America nevezetű rendezvényen énekelte el a szerzeményét. Július 8-án a Daybreak-en lépett fel a számmal az együttes, majd a Teen Choice Awards-on is előadta a művet. A We Own the Night Tour dallistáján is helyet kapott. A The Tonight Show With Jay Leno műsorban 2011. szeptember 19-én lépett fel a csapat.
A Selena Gomez & the Scene a dallal megnyerte a Best Love Song (Legjobb szerelmes szám) díjat a Teen Choice Award-on.

## Dallista
| 1. | Love You Like a Love Song (rádió verzió)             | 3:08 |
| 2. | Love You Like a Love Song (instrumentál verzió)      | 3:08 |
| 3. | Love You Like a Love Song (The Alias bővített remix) | 5:47 |
| 4. | Love You Like a Love Song (The Alias remix)          | 3:29 |

| 1. | Love You Like a Love Song (rádió verzió)        | 3:08 |
| 2. | Love You Like a Love Song (instrumentál verzió) | 3:08 |

| 1. | Love You Like a Love Song (rádió verzió) | 3:08 |
| 2. | Love You Like a Love Song (album verzió) | 3:08 |

| 1. | Love You Like a Love Song | 3:08 |

## Megjelenési dátumok
| Ország           | Dátum               | Formátum                  | Kiadó             |
| ---------------- | ------------------- | ------------------------- | ----------------- |
| Egyesült Államok | 2011. június 17.    | Digitális letöltés        | Hollywood Records |
| Egyesült Államok | 2011. augusztus 16. | Top 40 / Mainstream rádió | Hollywood Records |

## Fordítás
Ez a szócikk részben vagy egészben  a   Love You Like a Love Song című angol Wikipédia-szócikk fordításán alapul.  Az eredeti cikk szerkesztőit annak laptörténete sorolja fel. Ez a jelzés csupán a megfogalmazás eredetét és a szerzői jogokat jelzi, nem szolgál a cikkben szereplő információk forrásmegjelöléseként.